# Chevaux abandonnés sur le champ de bataille
Chevaux abandonnés sur le champ de bataille est un roman de Bernard Barbey publié en 1951 aux éditions Julliard et ayant reçu le Grand prix du roman de l'Académie française la même année.

## Éditions
- Chevaux abandonnés sur le champ de bataille, éditions Julliard, 1951.